# Мой год в Нью-Йорке
«Мой год в Нью-Йорке» (англ. My Salinger Year) — художественный фильм режиссёра Филиппа Фалардо. В главных ролях Маргарет Куэлли, Сигурни Уивер, Дуглас Бут и Брайан Ф. О’Бирн.
Мировая премьера фильма состоялась на 70-м Берлинском международном кинофестивале 20 февраля 2020 года.
Фильм основан на мемуарах Ракофф 2014 года, в которых рассказывается о её работе в литературном агентстве Harold Ober Associates, которое представляло интересы Сэлинджера. Филлис Вестберг (Маргарет) была агентом Сэлинджера, а Ракофф работала в агентстве, когда Вестберг взяла на себя управление агентством в 1998 году.

## Сюжет
В 1995 году Джоанна, начинающая писательница и поэт переезжает в Нью-Йорк и устраивается на работу в одно из старейших литературных агентств Нью-Йорка, которым управляет Маргарет. По счастливому совпадению клиентом агентства является Джером Сэлинджер, книг которого Джоанна не читала. Она снимает квартиру со своим новым парнем, Доном. Маргарет заставляет Джоанну печатать для неё на пишущей машинке. Вскоре она понимает, что в её обязанности входит лишь прочтение писем от фанатов писателя и отправка официальных ответов на них. Однако она испытывает соблазн дать более эмоциональный ответ некоторым поклонникам Сэлинджера. Сам Сэлинджер ведёт жизнь затворника, не публикуя новых произведений и не давая интервью. Однажды в издательство является возмущённая школьница, которая получила эмоциональное письмо Джоанны и осталась очень расстроена её ответом. Из-за этого Дэниел — наставник Джоанны в издательстве — снимает с неё обязанности отвечать на письма.
Период работы Джоанны в агентстве совпадает с публикацией рассказа «16 Хэпворта 1924 года», который ранее был опубликован в The New Yorker. Она поддерживает связь с издателем и отправляется в Джорджтаунский университет на встречу между Сэлинджером и издателем Клиффордом Бредбери, которая также совпадает с концертом, который её бывший парень Карл дает в Вашингтоне. Встретившись с Джоанной перед концертом Карл говорит, что сожалеет о расставании и скучает без неё. 
Вернувшись в Нью-Йорк Джоанна узнаёт о самоубийстве Дэниела, который был любовником Маргарет.
Маргарет начинает больше доверять Джоанне и позволяет ей читать рукописи и статьи. Джером Сэлинджер звонит в издательство с целью поговорить с Маргарет, но в результате общается с Джоанной. Узнав, что она пробует писать, советует ей не бросать это дело и писать активнее.
Дон и Джоанна приглашены на свадьбу лучшего друга Дона, но Дон сначала не говорит Джоанне, так как хочет пойти сам. Между Доном и Джоанной происходит размолвка. Пока Дона нет, Джоанна навещает Маргарет, которая переживает смерть Дэниела, и приносит ей домой цветы. Они откровенно беседуют. Маргарет говорит, что знает о проступке Джоанны с письмами, но ценит Джоанну за умение общаться с Сэлинджером. Джоанна говорит, что в общении с писателями нужно проявлять больше личного отношения к тому, что они пишут.
Дон возвращается, и Джоанна заявляет, что не любит его и решает бросить его. Она собирает чемодан и переезжает. Джоанна продает свою первую книгу для агентства, и Маргарет предлагает ей более важную роль в агентстве, связанную с отбором книг для продажи, однако Джоанна хочет осуществить свою мечту стать писателем и уходит. Маргарет расстроена, но с пониманием относится к уходу Джоанны.

## В ролях
- Маргарет Куэлли — Джоанна
- Сигурни Уивер — Маргарет
- Дуглас Бут — Дон
- Колм Фиори — Дэниел
- Брайан Ф. О’Бирн — Хью

## Релиз
Мировая премьера фильма состоялась на 70-м Берлинском международном кинофестивале 20 февраля 2020 года. Вскоре после этого IFC Films приобрела права на распространение фильма. Он был выпущен в Канаде и США 5 марта 2021 года компаниями Mongrel Media и IFC Films соответственно.

## Критика
На сайте Rotten Tomatoes у фильма рейтинг 71 % на основе 86 отзывов, со средней оценкой 6,3 из 10. По данным Metacritic средневзвешенная оценка, составленная на основе 18 рецензий, составляет 50 баллов из 100.
Гэри Голдштейн из Los Angeles Times дал фильму положительную рецензию, написав: «Путь Джоанны к творческому и эмоциональному просветлению проходит с изяществом, нежностью и трогательным правдоподобием, особенно в сочетании с умным, увлекательным направлением и сценарием Филиппа Фалардо». Кевин Махер из The Sunday Times также дал фильму положительную рецензию, написав: «На самом деле это фильм, знакомый по структуре и тону, который всем обязан паре нокаутирующих выступлений».
С другой стороны, Питер Брэдшоу из The Guardian раскритиковал фильм, присудив ему 1 из 5 звезд и назвав его «невероятно безвкусным, производным фильмом — застенчивой подделкой „Дьявол носит Prada“, но без сексуальности и веселья».